# Poynting-Robertsoneffekten

Strålning från en stjärna (S) och termisk strålning från en partikel sett (a) från en observatör som rör sig med partikeln och (b) från en observatör i vila i förhållande till stjärnan.

Poynting-Robertsoneffekten betecknar det paradoxala fenomenet att stoftpartiklar i solsystemet långsamt närmar sig solen som en följd av solstrålningens ljustryck. Förklaringen gavs av John Henry Poynting år 1903, och senare på relativitetsteoretisk grund av Howard Percy Robertson 1937. 
Solljusets fotoner har enbart radiell rörelsemängd. När de absorberas av en stoftpartikel ökar dennas massa utan att dess tangentiella rörelsemängd ökar. Det medför att partikeln långsamt rör sig i en spiralformad bana mot solen. 
Fenomenet sätter en gräns för så kallade fragmentskivors livslängd i stjärnsystem. Det medför att så länge ingen uttunning av stoftet kan iakttas, måste det finnas en källa som fyller på mer stoft. Kometstoft och grus som skapats av kollisioner mellan asteroider tros vara denna källa.